# C'est la faute de la samba
Pour plus de détails, voir Fiche technique et Distribution.
C'est la faute de la samba (Blame It on the Samba) est un court métrage d'animation américain des studios Disney, sorti initialement seul le 1er avril 1948 puis le 27 mai 1948 en tant que séquence du long-métrage Mélodie Cocktail.

## Synopsis
Chantée par les Dinning Sisters, cette séquence raconte l'apprentissage par Donald Duck et José Carioca de la samba enseignée par l'Aracuan, l'oiseau fou des Trois Caballeros (1944), accompagné à l'orgue par Ethel Smith.

## Fiche technique
Source IMDb
- Titre original : Blame It on the Samba
- Titre français : C'est la faute de la samba
- Réalisation : Clyde Geronimi
- Scénario : Bob Moore et Art Scott
- Producteur : Walt Disney
- Société de production : Walt Disney Productions
- Société de distribution : Buena Vista Pictures
- Format : Couleur (Technicolor) - 1,37:1 - Son mono (RCA Photophone)
- Durée : 6 minutes
- Langue :  Anglais
- Genre : court métrage de dessin animé comique
- Pays de production :  États-Unis
- Dates de sortie :
  - États-Unis : 1er avril 1948 (seul)[3]
  - États-Unis : 27 mai 1948 (dans Mélodie Cocktail)[4],[5]
  - États-Unis : 1er avril 1955 (ressortie)[6].

## Distribution et voix originales
Voix américaines :
- Pinto Colvig : Aracuan Bird (voix)
- The Dinning Sisters (en) : Chant
- Pinto Colvig (non cité) : Aracuan Bird

Orgue et percussions :
- Ethel Smith

## Voix françaises

### 1erdoublage (1951)
- Camille Guérini : le narrateur

### 2edoublage (1998)
- François Berland : le narrateur
- Grazziella Madrigal : la chanteuse soliste
- Dominique Poulain : la chanteuse
- Francine Chantereau : la chanteuse

## Commentaires
C'est la faute de la samba reprend les héros des Trois Caballeros Donald Duck et José Carioca qui sont littéralement bleus et qui reprennent des couleurs (aussi littéralement) grâce à un cocktail et la musique de la Samba servi par l'Aracuan et l'organiste Ethel Smith. Donald et José Carioca ne parlent pas dans ce court-métrage.  L'Aracuan est aussi irresponsable et destructif que dans ses précédentes apparitions. José Carioca possède un caractère plus proche de celui de Saludos Amigos, plus amical, que la version cruelle des Trois Caballeros. Grant note que dans la séquence, les trois personnages ont plutôt des rôles passifs, subissant l'action. La séquence intègre des prises de vue réelle d'Ethel Smith et les « interactions » entre l'orgue et l'Aracuan (ce dernier emplit l'instrument de dynamite et le fait exploser) ont été obtenues grâce aux effets spéciaux d'Ub Iwerks, déjà à l'œuvre sur les précédentes productions mêlant animation et acteurs. Grant les considère comme aussi achevé que ceux de Qui veut la peau de Roger Rabbit (1988). La séquence comporte de nombreuses idées d'animation assez complexe dans des scènes agencées dans un rythme brusque. À la fin de la séquence, Aracuan donne un coup de pied à l'orgue et à Ethel, bien que la Production Code Administration ait demandé la suppression de cet élément.
Douglas Brode considère que le désarroi de Donald et José dans C'est la faute de la Samba est une frustration provoquée par la mauvaise réussite des deux compilations sud-américaines sorties quelques années plus tôt. Il ajoute que la couleur bleue est ici associée à la fois à la mélancolie et à la sexualité. L'Aracuan sert un cocktail aux deux personnages attristés et avec la musique, la vie reprend des couleurs. Brode associe la boisson à un alcool. Il rappelle aussi que la cafétéria du studio a longtemps été l'une des seules d'Hollywood à servir de la bière durant les repas.
Dave Smith ne mentionne que la ressortie individuelle de 1955 et non celle d'avril 1948 indiquée par IMDb, qui ajoute que la séquence est « issue de Mélodie Cocktail », alors que le long-métrage est postérieur.